# Domenico Marinangeli
Domenico Marinangeli (* 4. August 1831 in Rocca di Cambio; † 8. März 1921 in L’Aquila) war ein italienischer Geistlicher.

## Leben
Er wurde am 4. August 1831 in Rocca di Cambio als Sohn von Carmine und Rachele Tomassi geboren, Mitgliedern einer angesehenen, wohlhabenden und tief christlichen Familie.
Er begann sein Studium in seiner Geburtsstadt, wo sein erster Lehrer sein Onkel Eusanio Marinangeli, Abt und Pfarrer von Rocca di Cambio, war. Anschließend besuchte er das Jesuitenkolleg San Francesco in L’Aquila, wo er Literatur und Philosophie studierte. Anschließend zog er nach Rom und erwarb einen Abschluss in Rechtswissenschaften. Am 19. Oktober 1856 wurde er zum Priester geweiht und vom Bischof von L’Aquila zurückgerufen, um am dortigen Seminar zu unterrichten.
Aufgrund seiner Beredsamkeit und Intelligenz wurde er am 27. März 1882 von Papst Leo XIII. per Motu proprio zum Bischof von Foggia ernannt. Kardinal Raffaele Monaco La Valletta weihte ihn am 2. April 1882 in der Kirche Santa Maria Annunziata in Tor de’ Specchi zum Bischof. Mitkonsekratoren waren Giulio Lenti, Vizegerent von Rom, und Placido Maria Schiaffino, Präsident der Päpstlichen Diplomatenakademie. Am 16. Januar 1893 ernannte der Papst ihn zum Erzbischof von Trani und Barletta. Mit dem Erzbistum waren die Titel Bisceglie und Nazareth verbunden. 1898 wurde er nach Rom zurückberufen und am 5. Februar 1898 zum Lateinischen Patriarchen von Alexandria erhoben.
Er starb am 6. März 1921 in L’Aquila in einem Palast, der ihm gehörte. Die Beerdigung fand in der Kathedrale der Stadt statt und die Trauerrede hielt Carlo Pietropaoli, Titularbischof von Chalcis in Graecia.